# Jens Janse
Pour les articles homonymes, voir Janse.
Jens Janse est un footballeur néerlandais, né le 1er juillet 1986 à Venlo aux Pays-Bas. Il évolue actuellement au VVV Venlo comme arrière droit.

## Biographie
Le 20 septembre 2016, il rejoint Leyton Orient.

## Palmarès
Néant